# Ellen Henrichs
Ellen Henrichs-Kleinen (* 1955 in Siegen) ist eine deutsche Pädagogin und Verfasserin von Lehr- und Unterrichtswerken zur Englischen Grammatik.
Ellen Henrichs studierte an der Johannes Gutenberg-Universität in Mainz und wurde Gymnasiallehrerin. 1984 gründete sie zusammen mit ihrem Gatten Edgar Kleinen, ebenfalls Gymnasiallehrer, eine private Lehr- und Unterrichtseinrichtung in Nieder-Olm. Neben der Sprachvermittlung führt sie auch Sprachreisen nach England und in die USA durch.

## Schriften
- Englische Grammatik: Die Zeiten, Aktiv und Passiv, Hilfsverben, Indirekte Rede, Infinitiv und Gerundium, If-Sätze, Nomen (Plural, Genitiv), Artikel, ... Präpositionen, Konjunktionen, Wortstellung. Bassermann Verlag, Juni 2008
- Englische Grammatik, Falken Verlag, 1997
- Englisch Grammatik 9.-10. Klasse : Nomen, Adjektiv / Adverb, Pronomen, Präpositionen, Konjunktionen, Tandem Verlag
- Englisch Grammatik 9.-10. Klasse : Das Verb, Die Zeiten, Satzarten,  Tandem Verlag
- English Grammar 1. Das Verb – Die Zeiten – Satzarten. 9./10. Klasse, Falken-Verlag Niedernhausen, August 1999
- English Grammar 2. RSR, Falken 1999
- English Exercises, Falken 1999
- Englische Textinterpretation – Grundlagen und Beispiele der Textinterpretation für die Klassen 10 bis 13, Bertelsmanns, Falken-Verlag 1992
- Besseres Englisch Grammatik und Übungen für die Klassen 5 bis 10, Falken Verlag, Januar 1991